# Evert Wernberg
Evert Amandus Wernberg, född 24 december 1911 i Stöde församling, Västernorrlands län, död 24 februari 1990 i Sundsvalls Gustav Adolfs församling, Västernorrlands län, var en svensk riksspelman och målare.
Han var son till byggnadssnickaren Johan Petter Wernberg och Amanda Maria Liiv. Han var gift första gången 1937 med Aina Elisabet Pettersson och från 1955 med husmor Eva Evelina Vivian Larsson. Wernberg kom från en stor spelmanssläkt, hans morfar var Jon Petter Liv, som har skrivit många låtar som fortfarande spelas. Modern Amanda spelade också fiol och bröderna Werner och Gösta var även de spelmän, som skapade spelmanslåtar som fortfarande spelas i radio. Han kunde inte noter, så mycket av den folkmusik han skapade är inte känd. Hans musik finns inspelad hos andra personer. Som konstnär var han autodidakt men fick en viss vägledning från några lokala konstnärer. Tillsammans med Stig Anå och Henrik Widlund ställde han ut i Sundsvall 1947 och separat ställde han bland annat ut i Sollefteå och Älmhult. Han medverkade i samlingsutställningar arrangerade av Sundsvalls konstförening. Hans konst består av porträttstudier och landskapsskildringar från mellannorrland utförda i olja. Wernberg är representerad vid Sundsvalls skolförvaltning. Han är begravd på Selångers kyrkogård.

## Webbkällor
- ”Flyhänt musik”. Sundsvalls tidning, 16 juni 2011. http://st.nu/kultur/musik/1.3591465-rent-spel-i-flyhant-musik. Läst 11 november 2012.